# إد ألبرشت
إد ألبرشت (بالإنجليزية: Ed Albrecht)‏ هو لاعب كرة قاعدة أمريكي، ولد في 28 فبراير 1929 في أفتون في الولايات المتحدة، وتوفي في 29 ديسمبر 1979 في كاهوكيا في الولايات المتحدة.

## وصلات خارجية
- إد ألبرشت على موقعبيزبول رفرنس.كوم (الدوري الرئيسي) (الإنجليزية)
- إد ألبرشت على موقعبيزبول رفرنس.كوم (الدوري الثانوي) (الإنجليزية)
- إد ألبرشت على موقع مشجعي الرسوم البيانية (الإنجليزية)